# Nasheet Waits
Nasheet Waits (New York, 15 juni 1971) is een Amerikaanse jazzdrummer, orkestleider en muziekpedagoog.

## Biografie
Waits kreeg interesse in drums via zijn vader, de percussionist Freddie Waits. Hij ging eerst naar het Morehouse College in Atlanta, waar hij psychologie en geschiedenis studeerde. Daarna verhuisde hij naar New York om muziek te studeren aan de Long Island University, waar hij een Bachelor of Arts behaalde. Tijdens zijn studie had hij privélessen bij Michael Carvin. Max Roach was zijn mentor die hem in zijn percussiegroep M'Boom bracht. Zijn professionele carrière begon bij het kwintet van Antonio Hart, bij wie hij tot 1998 bleef en deelnam aan drie albums, zoals het Impulse! Records-album Here I Stand uit 1996.
Waits heeft sindsdien ook gewerkt in de bands van Andrew Hill, Jason Morans Bandwagon en het trio van Fred Hersch. Hij nam ook deel aan opnamen en uitvoeringen van tal van artiesten, waaronder o.a. met Geri Allen, Mario Bauzá, David Berkman, Hamiet Bluiett, Ron Carter, Steve Coleman, Stanley Cowell, Dave Douglas Brass Ecstasy, Orrin Evans, Stefon Harris, Michael Marcus, Jackie McLean, de Charles Mingus Big Band, Greg Osby, Joshua Redman, Wallace Roney, Jacky Terrasson, Mark Turner, Christian McBride (Christian McBride's New Jawn, 2018) en Bojan Zulfikarpašić. In 2007 was hij te gast in het trio van saxofonist Bunky Green op het JazzBaltica festival. In 2010 bracht hij zijn debuutalbum Equality uit. Hij werkt momenteel in het Komeda Project o.a. met Scott Colley en in een duo met Peter Brötzmann. Naast zijn werk als muzikant gaf hij privélessen.

## Discografie

### Als leader
- 2008: Equality (Fresh Sound Records)
- 2016: Between Nothingness and Infinity (Laborie)

### Als sideman
Met Ralph Alessi
- 2013: Baida (ECM Records)
- 2016: Quiver (ECM)

Met Tarbaby
- 2009: Tarbaby (Imani)
- 2010: The End of Fear (Posi-tone)
- 2013: Ballad of Sam Langford (Hipnotic)
- 2013: Fanon (Rogue Art)

Met Antonio Hart
- 1993: For Cannonball and Woody (RCA/Novus)
- 2004: All We Need (Downtown)

Met Jason Moran
- 2000: Facing Left (Blue Note Records)
- 2001: Black Stars (Blue Note)
- 2003: The Bandwagon (Blue Note)
- 2005: Same Mother (Blue Note)
- 2006: Artist in Residence (Blue Note)
- 2010: Ten (Blue Note)
- 2014: All Rise: A Joyful Elegy for Fats Waller (Blue Note)
- 2017: Thanksgiving at The Vanguard (Yes)
- 2018: Looks of a Lot (Yes)

Met anderen
- 1999: Anthony Wonsey, Open the Gates (Criss Cross)
- 2001: Mark Turner, Dharma Days (Warner Bros.)
- 2001: Orrin Evans, Blessed Ones (Criss Cross)
- 2002: Andrew Hill, A Beautiful Day (Palmetto)
- 2003: Bojan Z, Transpacifik (Label Bleu)
- 2004, 2006: Bunky Green, Another Place (Label Bleu)
- 2004: Steve Davis, Meant to Be (Criss Cross Jazz)
- 2007: Eddie Gómez, Palermo (Jazzeyes)
- 2007: Fred Hersch, Night and the Music (Palmetto Records)
- 2007: Luis Perdomo, Awareness (RKM)
- 2007: Tony Malaby, Tamarindo (Clean Feed)
- 2009, 2011: Dave Douglas, Spirit Moves (Greenleaf Music), United Front: Brass Ecstasy at Newport (Greenleaf, 2011), Three Views (Greenleaf, 2011)
- 2011: Armen Nalbandian, Quiet As It's Kept (Blacksmith Brother Music)
- 2011: Rob Brown, Unknown Skies (RogueArt)
- 2012: Igor Lumpert, Innertextures live (Clean Feed)
- 2013: David Murray, Be My Monster Love (Motéma Music)
- 2014: Tony Malaby, Somos Agua (Clean Feed)
- 2016, 2017: Avishai Cohen, Into the Silence (ECM), Cross My Palm with Silver (ECM)
- 2016: Ethan Iverson, The Purity of the Turf (Criss Cross Jazz)
- 2016: Tony Malaby, Palomo Recio (Clean Feed)
- 2018: Christian McBride, Christian McBride's New Jawn (Mack Avenue)
- 2018: Armen Nalbandian, Fire Sign (Blacksmith Brother Music)
- 2018: Armen Nalbandian, Live in Little Tokyo Vol. I (Blacksmith Brother Music)
- 2018: Armen Nalbandian, Live in Little Tokyo Vol. II (Blacksmith Brother Music)
- 2018: Armen Nalbandian, The Holy Ghost (Blacksmith Brother Music)
- 2019: Armen Nalbandian, Ghosts (Blacksmith Brother Music)
- 2019: Armen Nalbandian, Live on Sunset (Blacksmith Brother Music)

- Bibsys: 6065917
- Bibliothèque nationale de France: cb142374501 (data)
- Gemeinsame Normdatei: 135043077
- International Standard Name Identifier: 0000 0000 5517 4105
- Library of Congress Control Number: no2001000847
- MusicBrainz: ab3363db-53ac-44c1-abfe-cf15b8735268
- Nationale Bibliotheek van Tsjechië: xx0244875
- Nationale Bibliotheek van Israël: 987007342231305171
- Système universitaire de documentation: 100931057
- Virtual International Authority File: 37128340
- WorldCat: E39PBJtRHtrhQYXjT4YtX8C4v3